# Gavran
Gavran är en ort i Azerbajdzjan.   Den ligger i distriktet Jardymly, i den södra delen av landet, 220 km sydväst om huvudstaden Baku. Gavran ligger 939 meter över havet och antalet invånare är 584.
Terrängen runt Gavran är kuperad åt nordost, men åt sydväst är den bergig. Närmaste större samhälle är Yardımlı, 2,3 km nordost om Gavran. 
Omgivningarna runt Gavran är en mosaik av jordbruksmark och naturlig växtlighet. Runt Gavran är det ganska tätbefolkat, med 67 invånare per kvadratkilometer.